# Кашино (Кимовский район)
Кашино — деревня в Кимовском районе Тульской области России.
В рамках административно-территориального устройства входит в Зубовский сельский округ Кимовского района, в рамках организации местного самоуправления входит в сельское поселение Новольвовское.

## География
Расположена в 20 километрах к востоку от железнодорожной станции города Кимовска.

## Население
| 2002 | 2010 |
| ---- | ---- |
| 80   | ↗142 |

Население — 142 человек (2010).